# Professor Layton and the Curious Village
Professor Layton and the Curious Village (レイトン教授と不思議な町, Reiton-kyōju to Fushigi na Machi) é um jogo eletrônico de puzzle e aventura, desenvolvido e publicado pela Level-5 (Japão) e Nintendo (internacionalmente), lançado em 15 de fevereiro de 2007 (Japão) e 27 de maio de 2008 (Américas) para o Nintendo DS. Curious Village é o primeiro título da série Professor Layton, seguido diretamente por Professor Layton and the Diabolical Box.
O jogo gira em torno do Professor Hershel Layton e seu assistente Luke Triton investigando a vila fictícia de St. Mystere, atrás de um artefato conhecido como Maçã Dourada (Golden Apple).
Os moradores da ilha particularmente gostam de quebra-cabeças, e desafiarão o jogador muitas vezes a usar a tela tátil do DS para enviar respostas a seus enigmas, em troca da cooperação do morador na busca.
Professor Layton and the Curious Village foi recebido com críticas geralmente favoráveis, que aclamaram tanto sua combinação dos gêneros aventura e puzzle, como suas cenas animadas e apresentação. O jogo vendeu mais de um milhão de cópias no Japão, além de 3.17 milhões de cópias internacionalmente.

## Jogabilidade

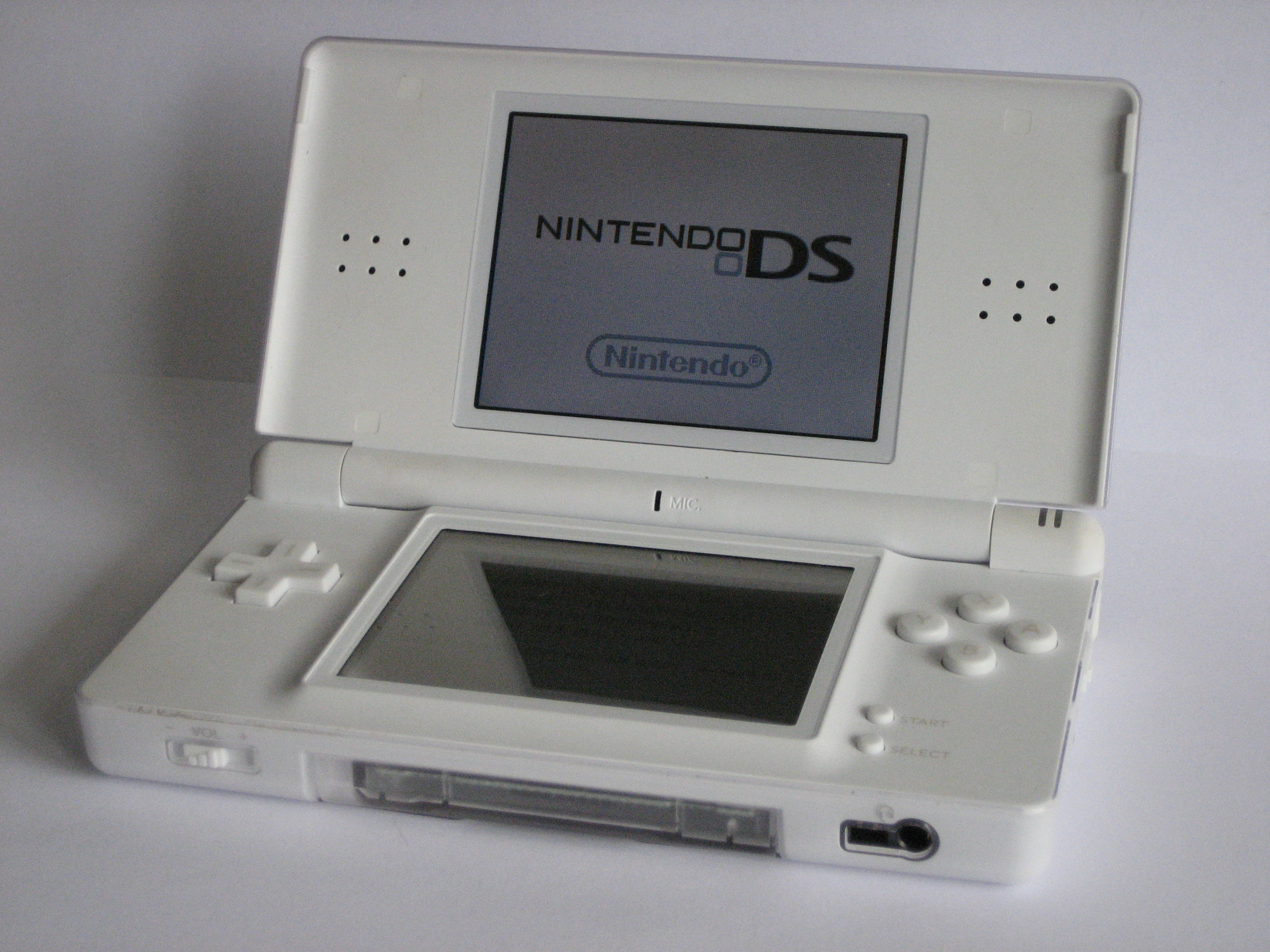
Nintendo DS Lite

The Curious Village é um jogo de puzzle/aventura. O jogador controla Professor Layton (dublado por Christopher Miller) e seu assistente Luke (dublado por Lani Minella) em suas aventuras pela vila de St. Mystere para localizar a Maçã Dourada e solucionar outros mistérios que aparecerem durante sua busca. St. Mystere é dividida em diversas seções, algumas das quais são inacessíveis até que a história tenha avançado certo ponto ou o jogador tenha solucionado certos quebra-cabeças. O jogador pode conversar com personagens ou investigar objetos na tela ao tocá-los. Em diversos casos, personagens pedirão para que Layton e Luke solucionem um quebra-cabeça; há também quebra-cabeças ocultos, que podem ser encontrados ao investigar certos objetos. Conforme a história progride, se um quebra-cabeça tornar-se indisponível (por exemplo, se a pessoa que o oferecia partiu), ele reaparecerá na Cabana de Quebra-Cabeças (Puzzle Shack) da Granny Riddleton, em uma praça.
O jogador é apresentado com cada quebra-cabeça e seu valor em picarats (a moeda do jogo), e é dado um tempo ilimitado para solucioná-lo. Cada quebra-cabeça tem três dicas disponíveis, que podem ser trocadas por moedas de dicas (Hit Coins). Se o jogador acertar a resposta do quebra-cabeça, os picarats são acrescentados à sua pontuação total. Se a resposta estiver incorreta, ele pode tentar novamente quantas vezes quiser, embora o valor de picarats ganhos diminua. Há também quebra-cabeças em que o jogador deve fazer uma sequência de movimentos, e portanto não pode enviar uma resposta errada. Quando um quebra-cabeça é concluído, o jogador pode refazê-lo quando quiser, através do menu do jogo.